# Schmalflossen-Glatthai
Der Schmalflossen-Glatthai (Mustelus norrisi) ist eine Haiart aus der Gattung Mustelus innerhalb der Familie der Glatthaie. Er lebt im westlichen Atlantik und ist dem Dunklen Glatthai sehr ähnlich. Laut der IUCN ist es ungeklärt, ob Mustelus norrisi wirklich eine eigenständige Art ist.

## Merkmale
Mustelus norrisi ist ein recht schlanker Hai, der recht große ovale Augen, eine spitze Schnauze und einen kurzen Kopf besitzt. Ebenso besitzt er kleine Brustflossen und eine asymmetrische Schwanzflosse. Die erste Rückenflosse beginnt weit hinten und die zweite Rückenflosse ist wesentlich größer als die Afterflosse. Sie sind sichelförmig geformt und besitzen mit Hautzähnen besetzte Hinterkanten. Markant ist der spitz zulaufende Lappen am vorderen Ende der Brustflosse. Dieser ist nach hinten gerichtet. Der Hai ist auf dem Rücken grau und verblasst bauchwärts zu einem schmutzigen Weiß. Er erreicht eine maximale Länge von ca. 1,1 Metern und wiegt maximal 13,8 Kilogramm. Durchschnittlich werden männliche Haie aber ca. 75 Zentimeter und weibliche Tiere ca. 90 Zentimeter lang. Die Geschlechtsreife erreicht der Schmalflossen-Glatthai mit einer Länge von ca. 58 Zentimetern bei Männchen und bei ca. 65 Zentimetern bei Weibchen. Er besitzt zahlreiche stumpfe und kleine Zähne, die mit Backenzähnen vergleichbar sind. Sie besitzen stumpfe Höcker und sind asymmetrisch angeordnet.

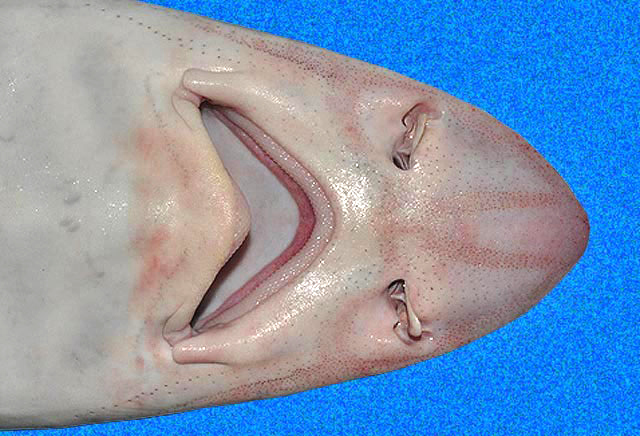
Die Schnauze
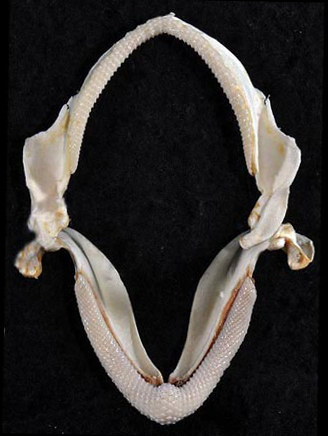
Der Kiefer
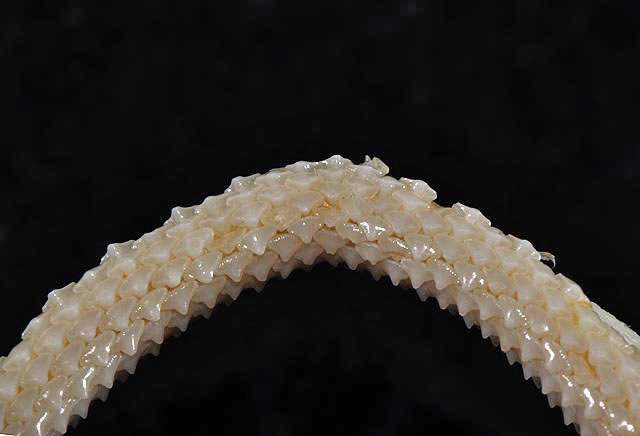
Die oberen Zahnreihen
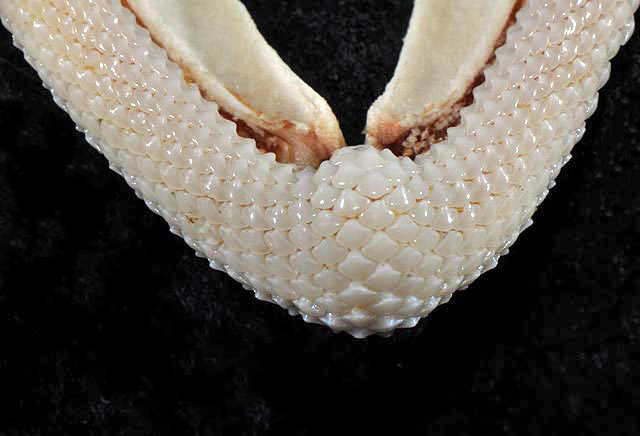
Die unteren Zahnreihen

## Vorkommen
Der Schmalflossen-Glatthai ist im westlichen Atlantik heimisch, entlang der US-Ostküste von Alabama, Florida, Georgia, South Carolina, Texas bis zum Golf von Mexiko und Venezuela. Ursprünglich wurde angenommen, dass diese Art nur in diesem Gebiet heimisch ist, doch neue Funde belegen, dass diese Art auch im Süden Brasiliens zu finden ist. Am häufigsten findet man ihn aber an der Westküste Floridas.

## Verhalten
Man findet den Schmalflossen-Glatthai bodennah am Kontinentalschelf über sandigem oder matschigem Boden, meistens vom Strand bis zu Gewässern von ca. 80 Metern Tiefe. Im Winter wandert er näher an die Küste und hält sich in Gewässern von einer Tiefe von ca. 50 Metern auf. Er frisst vorwiegend Krebstiere, Garnelen und kleine Fische. Gejagt wird der Schmalflossen-Glatthai durch größere Haie wie dem Schwarzhai, dem Kleinen Schwarzspitzenhai oder dem Großen Hammerhai.
Es ist eine lebend gebärende Spezies mit einer Dottersack-Plazenta, meist kommen zwischen 7 und 14 Junge auf die Welt. Diese sind ca. 30 Zentimeter lang und werden zwischen dem späten Winter bis zum Frühling geboren.

## Gefährdung
Man weiß nur wenig über die Bestände dieser Spezies, in seinem lückenhaften Verbreitungsgebieten ist der Hai wahrscheinlich häufig anzutreffen. Da er sich oft in Küstennähe aufhält, ist er wahrscheinlich oft Beifang bei Fischern in Schleppnetzen. Wenn man die Population des sehr ähnlichen Dunklen Glatthais zum Vergleich heranzieht, sieht man, dass der Bestand am Beginn der Aufzeichnungen reichlich gefischt wurde, dann jedoch rückgängig war und er heutzutage fast nicht mehr vorkommt. Man vermutet einen ähnlichen Ablauf beim Schmalflossen-Glatthai. 
Die brasilianische Population ist durch Quecksilber vergiftet. 
Es gibt derzeit keine Maßnahmen zum Schutz dieser Art, die IUCN verlangt aber, dringend weitere Forschungen über die sicheren taxonomischen Status, Fangquoten und Populationsquoten zu machen. 
Da es eine ungenügende Datengrundlage gibt, kann man keine adäquate Beurteilung über das Aussterberisiko machen. Alle Annahmen deuten jedoch darauf hin, dass die Art durch Ausbeutung bedroht wird.

## Belege
1. 1 2  Schmalflossen-Glatthai auf Fishbase.org (englisch)
2. 1 2 3 4  Mustelus norrisi in der Roten Liste gefährdeter Arten der IUCN 2017-1. Eingestellt von: Jones, L.M., Kyne, P.M. & Carlisle, A.B., 2008-12-01.
3. 1 2 3 4 5 6  Taylor Chapple: Narrowfin Smooth-hound. Florida Museum of Natural History, abgerufen am 2. August 2017 (englisch).
4. 1 2  Leonard J.V. Compagno: FAO SPECIES CATALOGUE. Vol.4. Sharks of the world. Part 2. Carcharhiniformes, 1984, ISBN 92-5-101383-7, S. 421–422 (PDF; 27 MB (Seite nicht mehr abrufbar, festgestellt im Mai 2019. Suche in Webarchiven)  Info: Der Link wurde automatisch als defekt markiert. Bitte prüfe den Link gemäß Anleitung und entferne dann diesen Hinweis.).